# Saladas (kommunhuvudort i Argentina)
Saladas är en kommunhuvudort i Argentina.   Den ligger i provinsen Corrientes, i den nordöstra delen av landet, 700 km norr om huvudstaden Buenos Aires. Saladas ligger 75 meter över havet och antalet invånare är 18 349.
Terrängen runt Saladas är mycket platt. Närmaste större samhälle är San Lorenzo, 19,3 km nordväst om Saladas.
Trakten runt Saladas består i huvudsak av gräsmarker. Runt Saladas är det glesbefolkat, med 12 invånare per kvadratkilometer.